# 이오안 안도네
이오안 안도네(루마니아어: Ioan Andone, 루마니아어 발음: [iˈo̯an anˈdone], 1960년 3월 15일~)는 루마니아의 축구 선수 출신 감독이다. 현역 시절 포지션은 중앙 수비수로 주로 디나모 부쿠레슈티에서 선수 생활을 보냈다. 또한 루마니아 축구 국가대표팀의 일원으로 활동했으며 1990년 월드컵과 유로 1984에 참가했다.

## 클럽 경력

### 초기 경력
이오안 안도네는 "펄코술"(Fălcosul)이라는 별칭으로 수식되는 루마니아 선수로, 1960년 3월 15일에 스펄나카에서 출생해 14세 당시 농구와 축구를 동시에 했는데, 그를 처음 지도했던 자는 슈코알라 스포르티버 후네도아라의 카롤 갈이었고, 16세에 축구에 집중하기로 결정하고 코르비눌 후네도아라의 유소년부에 입단해 두미트루 퍼트라슈쿠의 지도를 받았다.

### 코르비눌 후네도아라
1979년 3월 7일, 안도네는 미르체아 루체스쿠 감독이 스포르툴 스투덴체스쿠전에서 20분을 남기고 라두 눈웨일레르를 불러들이면서 디비지아 A 첫 경기를 치렀고, 결과는 원정에서의 0-2 패였다. 코르비눌 1년차가 끝나고 구단은 디비지아 B로 강등되었지만, 안도네는 구단에 남아 1년 만의 승격에 일조했고, 1981-82 시즌에는 소속 구단의 3위에 일조했고, 1982-83 시즌에는 UEFA컵 경기에 4번 출전해 2골을 넣었다.

### 디나모 부쿠레슈티
1983년 여름, 안도네는 구단 동료 미르체아 레드니크와 함께 코르비눌을 떠나 디나모 부쿠레슈티로 이적했는데, 이 과정에서 니쿠쇼르 블라드, 테오필 스트레디에, 그리고 플로레아 버에투시를 포함한 5명이 반대 방향으로 이적했다. 안도네는 "붉은 개 군단" 소속으로 7년을 보내며 처음 3년 동안 리그를 우승했고, 1년차에는 27번의 경기에 출전해 3골을, 마지막 7년차에는 20번의 경기에 출전해 2골을 기록했다. 같은 시기, 안도네는 쿠파 로므니에이를 3번 제패했고, 25번의 유럽대항전에 출전해 1골을 넣었고, 1983-84 시즌 유러피언컵에도 6번 출전해 준결승행에 일조했고, 1989-90 시즌 유러피언 컵위너스컵에도 8경기 출전해 준결승전까지 출전했는데, 이 시기에 코르비눌 시절 그를 지도했던 미르체아 루체스쿠 감독과 동행했다.

### 쿠파 로므니에이 사건
안도네는 스테아우아와의 1989년 3월에 열린 더비 경기에서 대형 스캔들에 연루되었는데, 게오르게 하지에게 선제골을 헌납하고, 안도네 본인이 동점골을 넣었지만, 스테아우아의 가비 발린트에게 막판 결승골을 헌납해 1-2로 패했고, 동시에 이온 크러치우네스쿠 주심이 도중에 디나모의 로디온 커머타루와 클라우디우 바이슈코비치를 퇴장시켰다. 심판 판정에 불만을 표출한 안도네와 미르체아 레드니크는 경기 직후 악명 높은 독재자이자 스테아우아 부쿠레슈티의 비공식 회장인 니콜라에 차우셰스쿠의 아들 발렌틴 차우셰스쿠가 지켜보던 공인 관중석을 향해 외설적인 손동작을 보였다. 처음에 루마니아 축구 연맹은 안도네에게 1년 출장 정지 징계를 내렸지만, 스테아우아 부쿠레슈티의 지인이었던 마리우스 러커투시의 도움으로 발렌틴 차우셰스쿠에 유화적으로 안도네의 용서를 구해 징계 기간이 3개월로 줄었고, 레드니크도 그의 스테아우아 부쿠레슈티의 지인이었던 라슬로 볼뢰니가 발렌틴 차우셰스쿠에게 유화적인 말로 징계를 면했다.

### 엘체
1989년 루마니아 혁명 이후, 그는 스페인의 엘체로 $125,000에 이적했고, 산티아고 카니사레스의 동료가 되어 34번의 1990-91 시즌 세군다 디비시온 경기에 출전해 3골을 기록했다.

### 헤이렌베인
안도네는 이후 네덜란드에서 마지막 2년을 보냈는데, 그는 에이르스터 디비시의 프리츠 코르바흐 감독이 이끄는 헤이렌베인으로 이적해 로디온 커머타루와 한배를 탔고, 39번의 리그 경기에 출전해 4골을 기록했다> 안도네는 현역 시절 총 255번의 디비지아 A 경기에 출전해 35골을 기록했고, 유럽대항전에서 29번의 경기에 나서서 3번 골망을 흔들었다.

## 국가대표팀 경력
안도네는 1981년 10월 오스트레일리아에서 열린 1981년 세계 청소년 선수권 대회에 루마니아 청소년 대표팀의 일원으로 참가하여 3위에 올랐다.
그는 루마니아 국가대표팀 경기에 55번 출전해 2골을 기록했다. 안도네의 국가대표팀 첫 경기는 미르체아 루체스쿠 감독 임기에 진행한 1981년 11월 11일의 스위스와의 1982년 월드컵 예선전으로, 0-0으로 비긴 이 경기의 82분에 아우렐 치클레아누와 교체 투입되었다. 그는 본선행에 성공한 유로 1984 예선전에서 5경기에 출전해 2-0으로 이긴 스웨덴전에 1골을 성공시켰고, 그 대회 본선에서 1-2로 패한 서독과의 경기에 출전했지만, 루마니아는 이 대회 조별 리그를 넘지 못했다. 그는 1986년 월드컵 예선전에서 1경기를 출전했고, 유로 1988 예선전에서는 1번, 그리고 본선에 진출한 1990년 월드컵 예선전에는 4경기 출전했고, 에메리히 제네이 감독이 지휘한 1990년 월드컵 본선에서는 4경기의 매 분을 소화했는데, 루마니아는 아일랜드와의 16강전에서 패퇴했다. 이오안 안도네의 마지막 국가대표팀 경기는 1990년 10월 17일에 0-3으로 패한 불가리아와의 유로 1992 예선전 경기였다. 안도네는 루마니아 U-20 국가대표팀 일원으로 오스트레일리아에서 열린 1981년 세계 청소년 선수권 대회에 참가해 5경기에 출전해 3위에 입상에 일조했다.
그는 1990년 월드컵에서 자국을 대표로 출전해, 2008년 3월 25일에 트라이안 버세스쿠 루마니아의 대통령으로부터 "스포츠 명예 훈장" 3등급을 받았다.

### 국가대표팀 통계
| 루마니아 | 루마니아 | 루마니아 |
| 연도     | 출장     | 골       |
| -------- | -------- | -------- |
| 1981     | 1        | 0        |
| 1982     | 9        | 1        |
| 1983     | 9        | 0        |
| 1984     | 5        | 0        |
| 1985     | 0        | 0        |
| 1986     | 4        | 0        |
| 1987     | 3        | 0        |
| 1988     | 9        | 1        |
| 1989     | 4        | 0        |
| 1990     | 11       | 0        |
| 합계     | 55       | 2        |

### 국가대표팀 득점 목록
아래의 점수에서 왼쪽의 점수가 루마니아의 점수이며, 점수 열은 안도네의 득점 상황의 점수를 나타낸다.
| # | 날짜            | 경기장                          | 상대   | 점수 | 결과 | 대회             |
| - | --------------- | ------------------------------- | ------ | ---- | ---- | ---------------- |
| 1 | 1982년 9월 8일  | 루마니아 부쿠레슈티 8·23 경기장 | 스웨덴 | 1–0  | 2–0  | 유로 1984 예선전 |
| 2 | 1988년 3월 30일 | 동독 할레 쿠르트 바벨 슈타디온  | 동독   | 2–3  | 3–3  | 친선 경기        |

## 감독 경력

### 디나모에서의 첫 우승
이오안 안도네는 1993년에 스포르툴 스투덴체스크의 감독으로 취임해 지도자의 길에 들었고, 그는 이 구단을 3차례 더 맡았다. 그는 우니베르시타테아 클루지, 페트롤룰 플로이에슈티, 파룰 콘스탄차, 브라쇼브, 그리고 비호르 오라데아를 지도하고 2003년 3월에 선수 시절 3번의 디비지아 A와 3번의 쿠파 로므니에이, 1번의 수페르쿠파 로므니에이를 획득한 디나모 부쿠레슈티에 감독으로 복귀했고, 이후 2번 더 디나모 감독을 역임했지만 그 때에는 트로피를 추가하지 못했다. 디나모 시절, 그는 2005-06 시즌 UEFA컵 조별 리그에서 에버턴을 합계 5-2로 따돌리며 첫 유럽대항전 성과를 냈다.

### 클루지에서의 우승
디나모를 떠난 후, 안도네는 2006년 1월에 키프로스의 오모니아를 2007년 1월까지 지도했는데, 2005-06 시즌 키프로스 1부 리그 준우승을 거두었다. 안도네는 2007-08 시즌에 클루지를 지도했는데, 리그와 컵을 동시에 석권했고, 이는 구단 사상 첫 우승이지만, 그 다음 시즌 초에 성적 부진으로 경질되었다. 그는 해외로 진출해 아랍권의 알-이티파크와 알-아흘리를 지도하고 불가리아의 CSKA 소피아 감독으로 취임해 유럽 땅을 다시 밟아 플로렌틴 페트레와 다니엘 판쿠와 동행했다. 2010년 4월 1일, 라피드 부쿠레슈티의 수뇌부는 전 CSKA 소피아의 감독이 2009-10 시즌 끝까지 계약했음을 발표했다. 2012년 4월 9일, 그는 2011-12 시즌 26번째 경기를 앞두고 조르즈 코스타의 후임 감독으로 클루지 2기를 시작했고, 시즌 끝에 리그를 우승했고, 이듬해 클루지는 슬로반 리베레츠와 바젤을 제압하고 2012-13 시즌 챔피언스리그 조별 리그에 올랐지만, 승점 4점에 그쳐 안도네 감독은 경질되었다.

### 해외 구단
2013년부터 2015년까지, 안도네는 카자흐스탄 프리미어리그에서 두 차례 지휘봉을 잡았는데, 처음에는 2013년에 아스타나에서 준우승을 거두었고, 2015년에는 악퇴베를 이끌고 3위를 차지했다. 그 사이 알-이티파크 2기가 있었지만, 사우디아라비아 프로 리그에서 강등되는 수모를 당했고, 키프로스의 아폴론 리마솔에서는 2014-15 시즌 1부 리그 선두를 달리고도 경질되었다.
이오안 안도네는 루마니아 1부 리그에서 456번의 경기를 지휘해 리가 I 무대에서 207승 80무 169패를 기록했다.

### 단장과 회장 경력
2018년 6월부터 2021년 7월까지, 안도네는 볼룬타리의 단장을, 2020년 7월부터는 회장을 역임했다.

## 수상

### 선수
코르비눌 후네도아라
- 디비지아 B: 1979–80[4]

디나모 부쿠레슈티
- 디비지아 A: 1983–84, 1989–90[4]
- 쿠파 로므니에이: 1983–84, 1985–86, 1989–90[4]

### 감독
디나모 부쿠레슈티
- 디비지아 A: 2003–04[4][12][24]
- 쿠파 로므니에이: 2002–03, 2003–04, 2004–05[4][12][24]
- 수페르쿠파 로므니에이: 2005[4][12][24]

클루지
- 리가 I: 2007–08, 2011–12[4][12][24]
- 쿠파 로므니에이: 2007–08[4][12][24]
- 수페르쿠파 로므니에이 준우승: 2012[4][12][24]

알-아흘리
- UAE 슈퍼컵 준우승: 2009